# 6808 Plantin
6808 Plantin este o planetă minoră (asteroid), cu un diametru de 5,36 km, din centura de asteroizi. A fost descoperită pe 5 februarie 1932 la Observatorul Königstuhl de Karl Wilhelm Reinmuth și a fost numită după Christophe Plantin⁠(d). 
Obiectul prezintă o orbită caracterizată de o semiaxă mare de 2,2481214 UAi, o excentricitate de 0,093858, o înclinație de 7,56236 ° în raport cu ecliptica.